# Politique à Bordeaux
 (décembre 2024).
L'ancienne « Belle endormie » a, depuis la Libération toujours largement voté à droite notamment du fait de sa sociologie bourgeoise. Ainsi, Jacques Chaban-Delmas, personnalité importante de la Résistance française, qui fut aussi Premier ministre, député de la deuxième circonscription de la Gironde, ministre à plusieurs reprises, président du conseil régional d'Aquitaine et président de l'Assemblée nationale à trois reprises a gouverné Bordeaux 48 ans, de 1947 à 1995 sous l'étiquette RPR. Par la suite, c'est un autre premier ministre et fondateur de l'UMP, Alain Juppé, qui est maire de Bordeaux de 1995 à 2004 puis de 2006 à 2019.
Quant à la gauche bordelaise, longtemps minoritaire, elle est aujourd'hui[Quand ?] présente, comme le montre la majorité des cantons et des circonscriptions législatives qu'elle détient[Quand ?]. Par ailleurs, c'est la motion E et Ségolène Royal qui sont majoritaires au sein du Parti socialiste à Bordeaux, au vu des scores obtenus lors du congrès de Reims et de la victoire de la soutien de Royal Michèle Delaunay aux législatives en 2007.
Aux élections municipales de 2020 pourtant, ce sont les écologistes qui créent la surprise en remportant la ville. Laurent Chalard, docteur en géographie et spécialiste des questions de géographie urbaine et de population, analyse cette victoire comme le résultat d'un profonde transformation de la sociologie de la ville, déjà visible dans les résultats des deux précédentes élections présidentielles, à l'issue desquelles la population bordelaise avait préféré le Parti socialiste au second tour, malgré le vote local qui restait favorable à la droite. 

## Résultats aux élections locales et nationales

### Élections municipales de 1989
Lors des élections municipales de 1989, les Bordelais ont largement réélu Jacques Chaban-Delmas, maire de Bordeaux depuis 1947 : le maire sortant a obtenu dès le premier tour 54,25 % contre seulement 23,03 % au socialiste François-Xavier Bordeaux. L'abstention s'est élevée à 44,48 %.

### Élections législatives de 1993
Dans un contexte national très favorable à l'opposition de droite, les élections législatives de 1993 furent un triomphe pour celle-ci partout en France y compris en Gironde et dans les trois circonscriptions de Bordeaux. En effet, l'opposition RPR-UDF a raflé neuf circonscriptions sur les onze en Gironde. Dans la première circonscription de la Gironde, Jean Valleix a totalisé au premier tour 46,89 % face à Joëlle Dusseau qui n'a obtenu que 18,33 %. Au second tour, Jean Valleix sera largement réélu en enregistrant 62,81 % contre seulement 37,19 % à son adversaire socialiste. Dans la deuxième circonscription de la Gironde, Jacques Chaban-Delmas va totaliser 41,67 % au premier tour. À la surprise générale, c'est le candidat du FN, Pierre Sirgue, qui arrive deuxième de justesse devant le candidat socialiste dissident, Daniel Jault, en totalisant respectivement 12,72 % et 12,59 % des suffrages exprimés. Lors du second tour, Jacques Chaban-Delmas sera triomphalement réélu avec 75,10 % contre 24,90 % au candidat frontiste. Enfin, dans la troisième circonscription de la Gironde, c'est le candidat RPR Gérard Castagnéra qui est arrivé en tête avec 33,31 % face au député PS sortant Claude Barande qui remporta 18,23 %, talonné par Noël Mamère, futur député-maire Verts de Bègles, qui totalisera 17,71 %. Au second tour, le score de Gérard Castagnéra s'établira à 51,36 % contre 48,64 % à son concurrent socialiste.

### Élection présidentielle de 1995
Lors de l'élection présidentielle de 1995, les électeurs bordelais ont majoritairement voté pour Lionel Jospin avec 25,45 % des voix, suivi de Jacques Chirac avec 23,19 % des voix et Édouard Balladur avec 21,26 %. Lors du second tour, c'est Jacques Chirac qui l'emporte largement à Bordeaux en totalisant sur son nom 55,95 % contre 44,05 % pour Lionel Jospin. L'abstention s'élève à 23,11 % au premier tour et 21,97 % au second tour. Après l'élection présidentielle, les élections municipales de 1995 ont vu arriver le nouveau Premier ministre Alain Juppé à Bordeaux, afin de remplacer Jacques Chaban-Delmas. Juppé a été élu dès le premier tour avec 50,28 % des suffrages.

### Élections législatives anticipées de 1997
Après la dissolution de l'Assemblée nationale par Jacques Chirac en 1997, des élections législatives anticipées ont eu lieu. Comme sur le plan national, il y eut un renversement de tendance en faveur de la gauche puisque celle-ci détenait après les élections neuf circonscriptions sur onze, prenant sept sièges à la droite. Mais à Bordeaux, la droite a beaucoup moins souffert puisque les électeurs bordelais ont envoyé deux députés RPR contre un député Verts. En effet, dans la première circonscription de la Gironde, Jean Valleix est arrivé en tête en totalisant 37,60 % contre 26,01 % pour la socialiste Béatrice Desaigues. Au second tour, Jean Valleix remporte assez largement l'élection en obtenant 54,99 % contre 45,01 % à Béatrice Desaigues. Dans la deuxième circonscription de la Gironde, les électeurs retrouvent les deux principaux candidats des élections municipales que sont Gilles Savary et Alain Juppé. Au premier tour, Alain Juppé récolte 38,56 % et devance de 10 points Gilles Savary qui obtient 28,00 %. Pour le second tour, c'est sans surprise qu'Alain Juppé est élu député en totalisant 53,99 % contre 46,01 % pour Gilles Savary. Mais dans la troisième circonscription de la Gironde, c'est l'écologiste Noël Mamère qui arrive largement devant le député RPR sortant Jean-Claude Barran qui obtient seulement 24,98 %. Au second tour, Noël Mamère écrase son adversaire en remportant l'élection avec 60,91 % contre seulement 39,09 % à Jean-Claude Barran.

### Élections municipales de 2001
Aux élections municipales de 2001, Alain Juppé et Gilles Savary se sont de nouveau affrontés. Bien que cette fois-ci il n'y avait pas de candidature PS dissidente, Gilles Savary a été écrasé par la liste RPR du maire sortant puisque Alain Juppé a remporté 50,96 % des suffrages exprimés contre seulement 19,99 % pour la liste de Gilles Savary. L'abstention s'est élevée à 45,18 %.

### Élection présidentielle de 2002
Lors de l'élection présidentielle de 2002, les Bordelais ont placé en tête Jacques Chirac avec 24,02 % contre 18,08 % pour le Premier ministre Lionel Jospin et 10,74 % pour Jean-Marie Le Pen. Viennent ensuite François Bayrou avec 8,22 %, suivi de Noël Mamère avec 8,10 % et enfin de Jean-Pierre Chevènement qui obtient 5,30 %, aucun des autres candidats ne dépassant la barre des 5 %. Sur le plan national, les trois principaux candidats ayant dépassés 10 % des suffrages exprimés sont Jacques Chirac qui enregistre 19,88 % puis au second tour 82,21 %, Jean-Marie Le Pen qui obtient 16,86 % puis 17,79 %, plus bas score d'un candidat à une élection présidentielle et Lionel Jospin qui avec 16,18 % ne franchit pas la barre du second tour. Lors des élections législatives de 2002 qui suivirent la présidentielle, la droite remporte en Gironde six circonscriptions et devient majoritaire., la gauche n'en n'ayant que cinq. Dans la première circonscription de la Gironde, la candidate UMP Chantal Bourragué arrive largement en tête avec 47,79 % contre seulement 25,50 % pour Béatrice Desaigues. Au second tour, c'est sans surprise que Chantal Bourragué est élue député avec 59,71 % contre seulement 40,29 % pour son adversaire du PS. Dans la deuxième circonscription de la Gironde, le maire UMP de Bordeaux Alain Juppé frôle les 50 % en totalisant 48,28 % en avance de 18 points sur la socialiste Marion Paoletti qui remporte 30,34 % des suffrages exprimés. Au second tour, c'est sans surprise qu'Alain Juppé est réélu député avec 55,49 % contre 44,51 % pour Marion Paoletti. Enfin, dans la troisième circonscription de la Gironde, c'est le candidat des Verts Noël Mamère qui arrive en tête avec 38,50 % face à l'UDF Alain Cazabonne qui obtient 34,84 %. Au second tour, Noël Mamère remporte l'élection avec 54,64 % contre 45,36 % son concurrent centriste.

### Élections régionales de 2004
Lors des élections régionales de 2004, le candidat UMP Xavier Darcos obtient au premier tour à Bordeaux 27,23 % face au président socialiste sortant Alain Rousset qui remporte 40,73 %. Quant à François Bayrou, il réussit à totaliser 14,53 %. Jacques Colombier, le candidat frontiste, n'obtient que 8,87 % à Bordeaux mais se qualifie pour le second tour. À ce même tour, c'est Alain Rousset qui remporte d'une part l'élection régionale avec 54,87 % et d'autre part l'élection à Bordeaux avec 52,49 %. Pour Xavier Darcos, s'il perd largement l'élection régionale avec seulement 33,46 %, il résiste bien à Bordeaux puisqu'il totalise 39,38 %, ce qui souligne la prégnance de la droite à Bordeaux. Pour le frontiste Jacques Colombier, s'il arrive à dépasser les 10 % sur le plan régional avec 11,67 %, ce n'est pas le cas à Bordeaux où il n'obtient que 8,14 %. Aux élections européennes de 2004, le socialiste Kader Arif arrive en tête à Bordeaux avec 27,85 % devant le candidat de la liste UMP Alain Lamassoure qui enregistre 22,04 %. Viennent ensuite l'UDF Jean-Marie Cavada qui totalise 15,25 %, suivi de l'écologiste Gérard Onesta qui remporte 12,84 %. Enfin, sous les 10 %, viennent le frontiste Jean-Claude Martinez qui récolte 5,86 % et le DVD Pierre Leconte qui obtient 5,15 %, aucun des autres candidats ne dépassant la barre des 5 %. Dans la circonscription Sud-Ouest, les résultats sont Kader Arif qui remporte 30,85 % et 4 sièges au Parlement européen, Alain Lamassoure qui totalise 15,28 % et 2 sièges, Jean-Marie Cavada qui obtient 13,24 % et 2 sièges, Jean-Claude Martinez qui récolte 8,76 % et 1 siège et Gérard Onesta qui envoie le dernier siège de la circonscription avec 8,31 %.

### Élection municipale partielle de 2006
En 2006 ont eu lieu une élection partielle municipale après la démission de la majorité et du maire Hugues Martin en faveur du retour d'Alain Juppé. Ce dernier s'est présenté face au socialiste Jacques Respaud et a obtenu 56,24 % des suffrages dès le premier tour, contre seulement 25,2 %.

### Élection présidentielle de 2007
Pour l'élection présidentielle de 2007, les Bordelais accordent 31,37 % de leurs voix à Ségolène Royal du Parti socialiste contre 30,84 % à Nicolas Sarkozy, président de l'UMP. Viennent ensuite François Bayrou avec 22,01 %, suivi de Jean-Marie Le Pen qui enregistre 5,42 %, aucun des autres candidats ne dépassant la barre des 5 %. Sur le plan national, c'est Nicolas Sarkozy qui arrive en tête avec 31,18 % devant Ségolène Royal avec 25,87 %, suivi de François Bayrou avec 18,57 %. Vient après Jean-Marie Le Pen avec 10,44 %, aucun des autres candidats ne dépassant la barre des 5 %. Au second tour, la ville de Bordeaux place en tête Ségolène Royal avec 52,44 % contre 47,56 % pour Nicolas Sarkozy, ce dernier étant élu Président de la République avec 53,06 % contre 46,94 % pour Ségolène Royal. L'abstention s'élève à Bordeaux au premier tour à 14,52 % puis au second tour à 15,90 %. 

### Élections législatives de 2007
Lors des élections législatives de 2007, la gauche remporte huit circonscriptions contre seulement trois pour la droite. Il faut ajouter qu'après la partielle de 2008, la huitième circonscription de la Gironde va basculer à gauche, ce qui porte le compte à neuf. À Bordeaux, la gauche devient pour la première fois de son histoire majoritaire, étant donné qu'elle détient deux circonscriptions sur trois à la suite des élections. Dans la première circonscription de la Gironde, la députée UMP sortante Chantal Bourragué arrive largement en tête avec 44,81 % contre seulement 25,39 % pour la candidate socialiste Béatrice Desaigues. Au second tour, c'est Chantal Bourragué qui est réélue avec 54,45 % contre 45,55 % pour son adversaire socialiste. Dans la deuxième circonscription de la Gironde s'affrontent le maire UMP et tout nouveau ministre de l'Écologie, de l'Énergie, du Développement durable et de la Mer Alain Juppé face à la conseillère générale PS Michèle Delaunay. Au premier tour, Alain Juppé arrive largement en tête avec 43,73 % contre 31,36 % pour Michèle Delaunay. Au second tour, c'est finalement Michèle Delaunay qui remporte l'élection avec 50,93 % des suffrages exprimés contre 49,07 % pour Alain Juppé, l'avance n'étant que de 670 voix. Cette défaite sur la circonscription dite « du maire » montre que Bordeaux bascule de plus en plus à gauche. Enfin, sur la troisième circonscription de la Gironde, Noël Mamère arrive largement en tête avec 39,82 % contre seulement 28,42 % pour la candidate UMP Élisabeth Vigne. Au second tour, c'est Noël Mamère qui est réélu avec 62,82 % contre 37,18 % à son adversaire de droite.

### Élections municipales de 2008
En 2008 ont eu lieu les élections municipales de 2008 qui ont vu s'affronter le maire de Bordeaux, Alain Juppé face au président du Conseil régional d'Aquitaine et socialiste Alain Rousset. Alain Juppé est réélu très largement dès le premier tour avec 56,62 %.

### Élections européennes de 2009
Lors des élections européennes de 2009, les électeurs Bordelais ont largement voté en faveur de la liste UMP de Dominique Baudis qui a remporté 31,54 % La liste Europe Écologie de José Bové a sorti son épingle du jeu en arrivant deuxième avec 22,34 %.

### Élections régionales de 2010
Lors des élections régionales de 2010, le président sortant socialiste Alain Rousset est arrivé en tête au premier tour en totalisant 35,19 % à Bordeaux, suivi de Xavier Darcos, qui a obtenu 28,40 % des suffrages, score supérieur à la moyenne régionale et départementale. Lors des élections régionales 2010, le président sortant socialiste Alain Rousset est arrivé en tête au premier tour en totalisant 35,19 % à Bordeaux, mais ce score est moins important que sur le plan girondin et aquitain. Est ensuite arrivé Xavier Darcos, Ministre du Travail qui a obtenu 28,40 % des suffrages, score supérieur à la moyenne régionale et départementale. Arrivent ensuite Monique de Marco, candidate écologiste qui totalise 13,40 %, suivie du député des Pyrénées-Atlantiques et candidat du Modem Jean Lassalle qui enregistre un faible 6,78 % alors qu'il est qualifié au second tour sur l'ensemble de l'Aquitaine. Il est talonné de près par Jacques Colombier, candidat du Front national qui obtient 6,48 %. Vient enfin le candidat du Front de Gauche Gérard Boulanger qui totalise 5,64 %, aucun autre candidat ne passant la barre des 5 %. Au second tour, Alain Rousset s'impose largement, emporté par la vague rose nationale puisqu'il totalise 55,83 %. Si Xavier Darcos perd largement l'élection, il réalise néanmoins un score supérieur à la moyenne régionale et départementale en obtenant 33,40 %. Jean Lassalle, qui s'était qualifié pour le second tour, passe la barre des 10 % en totalisant 10,77 %. Le scrutin est marqué par une abstention qui s'élève à 55,51 % au premier tour et à 53,59 % au second tour.

### Élection présidentielle de 2012
Pour l'élection présidentielle française de 2012, les Bordelais accordent 33,05 % des suffrages à François Hollande, soit plus de 4 % de différence par rapport au candidat sortant Nicolas Sarkozy. L’abstention s'élève à 20,75 %. Au second tour, le candidat du PS arrive à 57,18 %. 

### Élection présidentielle de 2017
En 2017, les électeurs bordelais ont majoritairement voté pour Emmanuel Macron, qui totalise 31,26 % des voix, devant Jean-Luc Mélenchon (23,43 %) et François Fillon (21,80 %).

## Résultats des référendums à Bordeaux

### Référendum sur le traité de Maastricht
Lors du référendum visant à ratifier le traité de Maastricht, les électeurs bordelais ont largement voté pour le « oui » puisqu'il a obtenu 55,75 % contre seulement 51,06 % sur le plan national.

### Référendum sur le quinquennat présidentiel
Lors du référendum sur le quinquennat présidentiel, les Bordelais ont largement voté pour avec 72,27 % contre 27,73 %, cette élection étant marquée par la très forte abstention qui s'est élevée à 69,11 %. Sur le plan national, le « pour » l'a emporté avec 73,21 % contre 26,79 % « contre » avec une abstention à culminant à 69,81 %.

### Référendum sur la Constitution européenne
Lors du référendum sur la Constitution européenne, les électeurs bordelais ont largement voté « oui » avec 57,95 % contre 42,05 % pour le « non », très différent du score national étant de 54,67 % pour le « non » et 45,33 % pour le « oui ». L'abstention s'élève sur le plan national à 30,63 %.

## Evolution politique de Bordeaux

### Une ville marquée une forte métropolisation, révélée pendant les Gilets Jaunes
Qualifiée d'épicentre des Gilets Jaunes, Bordeaux connaît une mobilisation stable et conséquente par rapport aux autres métropoles du pays pendant le mouvement social qui a commencé en 2018. La ville est marquée par plusieurs épisodes de violences urbaines au cours des manifestations, qui se soldent par de nombreuses interpellations. Or les profils arrêtés en centre-ville sont rarement des Bordelais, mais plutôt des habitants des villes voire des départements alentours. Cette situation s'explique, selon Jérôme Fourquet, par les transformations subies par la ville de Bordeaux ces dernières décennies. En effet, devenue très attractive grâce aux différentes rénovations portées par Alain Juppé, la ville a connu un phénomène important de métropolisation. Peu affectés par la crise de 2009, les prix de l'immobilier ont été multipliés par 2,7 en quatorze ans dans la capitale girondine et le parc immobilier s'est largement tourné vers le tourisme et les locations courte durée. Les ménages modestes ont donc progressivement quitté Bordeaux, ne pouvant plus se permettre d'y vivre, rejoignant des zones comme le Médoc et le Blayais qui seront par la suite très actives pendant les Gilets Jaunes. Cette gentrification de Bordeaux, repoussant les classes sociales moins aisées dans les communes périphériques, a profondément modifié la sociologie de la ville ainsi que ses clivages sociaux.

### Passage d'un électorat de droite à un bastion de gauche
Alors que électeurs bordelais votent toujours à droite dans les scrutins locaux, un décalage commence à émerger avec leurs votes lors des scrutins nationaux lorsque la ville place Ségolène Royal puis François Hollande en tête du second tour des élections présidentielles de 2007 et 2012. Un autre phénomène a lieu au début du siècle : la population bordelaise connaît un bond démographique, causé par l'arrivée de populations aisées (souvent originaires d'Ile-de-France) attirées par la redynamisation et la rénovation du centre-ville. 40 000 nouveaux habitants s'installent à Bordeaux entre 1999 et 2017, passant de 215 000 habitants en 1999 à 255 000 habitants en 2017. Ces populations des classes sociales supérieures, présentes notamment dans les quartiers gentrifiés, sont mobilisées sur les thèmes de l'écologie et sont à l'origine du basculement de l'électorat à Bordeaux qui se manifeste par la défaite de Nicolas Florian aux élections municipales de 2020, battu par l'écologiste Pierre Hurmic après 73 ans de domination de la droite bordelaise. Le manque de notoriété de Nicolas Florian, successeur désigné d'Alain Juppé, est un autre facteur explicatif de ce basculement. Le basculement de Bordeaux est confirmé par les scrutins suivants, notamment les élections régionales de 2021 où la gauche obtient une majorité dans 129 des 147 bureaux de vote de la ville. 

### Résurgence de l'extrême droite à Bordeaux
De son côté, l'extrême droite bordelaise n'a jamais réussi à obtenir un score à deux chiffres lors des différents scrutins locaux. Selon le sociologue Vincent Tiberj, cette résistance au vote RN à Bordeaux, dans un département qui se tourne de plus en plus vers l'extrême droite, s'explique en partie par le fait que vivre au côté des immigrés rend plus tolérant et imperméable aux idées xénophobes. 
Malgré une implantation ancienne des groupes d'extrême droite à Bordeaux, sous différentes formes (Action française, Bloc identitaire, Dies Irae, Forum étudiant), l'activisme de la mouvance semble s'être développé exponentiellement après l'élection du maire écologiste Pierre Hurmic. Cet activisme atteint un point tel que France 3 se demande en 2023 si la ville est devenue l'« épicentre de l'ultradroite », tandis que Rue89 parle de Bordeaux comme d'un « nouveau bastion de l’extrême-droite en France »,. De son côté, Pierre Hurmic répond qu'il ne sait pas « s’ils sont plus nombreux à Bordeaux qu’ailleurs, mais ils sont plus visibles. ». La même année, la revue Far Ouest parle d'une extrême droite qui « se sent pousser des ailes à Bordeaux » et dénombre plus d'une trentaine de dégradations visant des locaux associatifs, des mosquées ou des locaux politiques en moins d'un an, signées Action directe identitaire. Un autre groupe, Bordeaux nationaliste, s'est fait connaître à partir de 2022 pour ses actions violentes et est dissous par Gérald Darmanin en 2023 pour se reformer immédiatement sous le nom de Bastide bordelaise. Si les agressions commises par des militants de Bordeaux nationaliste puis de la Bastide bordelaise ont donné lieu à des condamnations, les tags d'Action directe identitaire restent quant à eux impunis malgré le fait que la mairie de Bordeaux dépose plainte systématiquement aux côtés des victimes.